# Luísa Correia Pereira

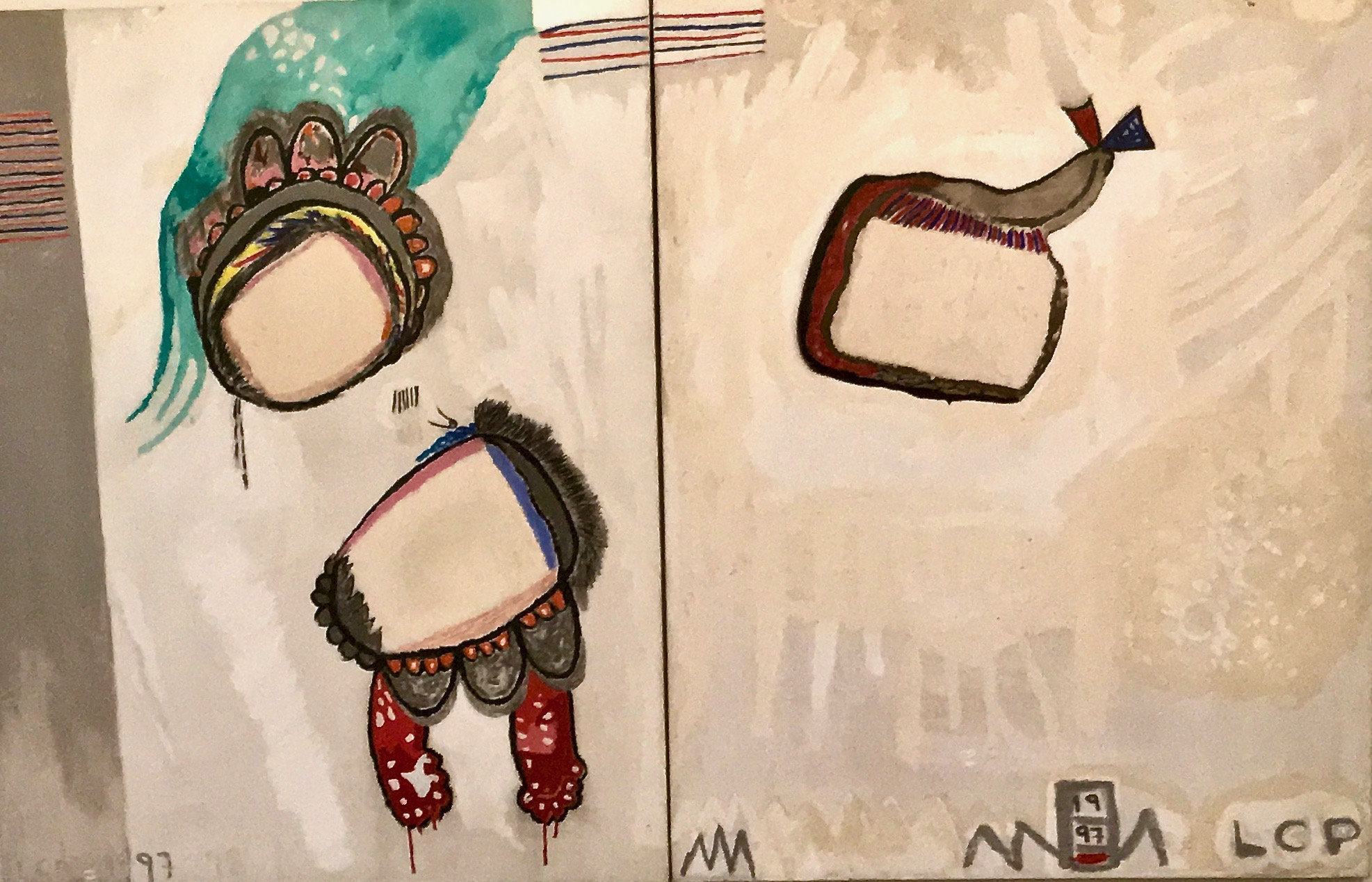
The three girls (1997), Colecção Calouste Gulbenkian Museum

Luísa Correia Pereira ( Lisboa, 1945 - Lisboa, 2009) foi uma pintora portuguesa.

## Biografia
Luísa Correia Pereira nasceu em Lisboa em 1945 e faleceu na mesma cidade em 2009.  
Viveu no Rio de Janeiro entre 1962 a 1968 e trabalhou na organização do IV Centenário do Rio de Janeiro. em 1968 vai para Paris, onde viveu até 1974. Estudou no Instituto Católico de Paris onde frequentou o curso de Bibliotecária- Documentalista e trabalhou na Fondation Nationale des Sciences Politiques. Simultaneamente inicia o seu trabalho plástico. 
No início dos anos 70 o seu trabalho incide sobretudo no desenho (grattage e frottage)  e na  exploração de técnicas de impressão: gravura, xilogravura, serigrafia, monotipia. Foi bolseira da Fundação Calouste Gulbenkian em 1972-1974, e desenvolveu o seu trabalho de gravura no Atelier Friedlaender do gravador Stanley William Hayter em Paris. 
Com a Revolução dos Cravos regressa a Lisboa e em 1979-1980 é de novo bolseira da Fundação Calouste Gulbenkian, obtendo da Fundação sucessivos apoios ao seu trabalho nas décadas de 80 e 90.

## Obra/Exposições
O seu trabalho de pintura e desenho desenvolveu-se ao longo de 4 décadas sem grande visibilidade  até à data da sua exposição retrospectiva, em 2003, "Fiat Lux: Paris-Lisboa. Jogos Infantis e Desportos e Jogos" organizada pela EDP – Electricidade de Portugal, em parceria com o Centro de Arte Moderna José de Azeredo Perdigão, patente na Fundação Calouste Gulbenkian / Centro de Arte Moderna com a curadoria de João Pinharanda.
No ano da sua morte, 2009 é realizada a exposição "L'Enfant Terrible" organizada por Maria Filomena Molder  e Gaëtan Lampo na Galeria de Arte São Roque, Lisboa e em 2011, "A convocação de todos os seres" na Culturgest do Porto, com curadoria de Gaëtan Lampo e Miguel Wandschneider, reúne a sua obra gráfica (gravura em metal, linóleo, xilogravura, monotipia) desenvolvida no período em que viveu como bolseira em Paris (1972-1974).

## Reconhecimento
No início do séc. XXI, foi-lhe atribuído o Subsídio de  Mérito Cultural pelo Ministério da Cultura português. 
Está representada em diversas coleções públicas e privadas: Fundação Luso-Americana para o Desenvolvimento, Fundação Calouste Gulbenkian, Fundação EDP, Culturgest ( Fundação Caixa Geral de Depósitos). 

## Ligações Externas
- Arquivos RTP | Exposição de Luísa Correia Pereira, Museu de Évora (1978)